# Brian Dabul
Brian Dabul es un tenista retirado argentino nacido el 24 de febrero de 1984 en Buenos Aires. El 13 de marzo de 2010 eliminó a Gilles Simon en la segunda ronda del Masters de Indian Wells, por parciales de 7-5 y 6-4. La victoria sobre Simon fue una sorpresa, ya que este era uno de los principales candidatos del mencionado torneo. En 2012 anunció su retiro profesional debido a una lesión crónica en su espalda.
En su carrera le ganó a jugadores top 100 como: Pablo Cuevas, Denis Gremelmayr, Ivo Minář (2008), Philipp Petzschner, Diego Junqueira, Paul Capdeville, Nicolas Devilder, Nicolás Massú (2009), Leonardo Mayer, Gilles Simon (2010). 
Está casado con la modelo ecuatoriana Denisse Bajaña Mackliff y a pesar de su retiro, continúa vinculado en el tenis, ya que tiene su Academia en la ciudad de Guayaquil.

## Carrera profesional

### 2009
Obtuvo su primer pase a un torneo Grand Slam en el Abierto de Australia, donde fue eliminado en la 2ª ronda ante Tomáš Berdych; posteriormente obtuvo su primer pase directo al torneo de Roland Garros. En este torneo jugó una exhibición contra el número uno del mundo y actual defensor del torneo Rafael Nadal, al cual le ganó 7-5.

## Títulos ATP (1; 0+1)

### Individuales (0)

#### Clasificación en torneos del Grand Slam (singles)
| Torneo               | 2011 | 2010 | 2009 | 2008 | Títulos |
| -------------------- | ---- | ---- | ---- | ---- | ------- |
| Abierto de Australia | R1   | -    | R2   | -    | 0       |
| Roland Garros        | R1   | R1   | R1   | R1   | 0       |
| Wimbledon            | R1   | R1   | R1   | R1   | 0       |
| US Open              | R1   | R1   | R1   | R1   | 0       |

### Dobles (1)

#### Títulos
| Leyenda                |
| ---------------------- |
| Grand Slam (0)         |
| Tennis Masters Cup (0) |
| ATP Masters Series (0) |
| ATP Tour (1)           |

| N.º | Fecha                | Torneo       | Superficie    | Pareja       | Oponentes en la final            | Resultado |
| --- | -------------------- | ------------ | ------------- | ------------ | -------------------------------- | --------- |
| 1.  | 7 de febrero de 2009 | Viña del Mar | Tierra batida | Pablo Cuevas | Frantisek Cermak Michal Mertinak | 6-3 6-3   |

## Torneoschallengers(20; 8+12)

### Individuales (8)

#### Títulos
| N.º | Fecha               | Torneo           | Superficie    | Oponente en la final | Resultado         |
| --- | ------------------- | ---------------- | ------------- | -------------------- | ----------------- |
| 1.  | 30 de julio de 2007 | Belo Horizonte   | Dura          | Eduardo Schwank      | 6-7(4) 7-6(5) 6-3 |
| 2.  | 6 de agosto de 2007 | Campos do Jordão | Dura          | Michael Quintero     | 7-5 7-5           |
| 3.  | 17 de marzo de 2008 | San Luis Potosí  | Tierra batida | Mariano Puerta       | W/O               |
| 4.  | 9 de agosto de 2008 | Campos do Jordão | Dura          | Izak van der Merwe   | 7-5, 6-7 y 6-3    |
| 5.  | 11 de enero de 2010 | Salinas          | Dura          | Nicolás Massú        | 6-3, 6-2          |
| 6.  | 24 de abril de 2010 | Tallahassee      | Dura          | Robby Ginepri        | 4-6, 4-0 ret.     |
| 7.  | 28 de junio de 2010 | Winnetka         | Dura          | Tim Smyczek          | 6-1, 1-6, 6-1     |
| 8.  | 23 de julio de 2011 | Manta            | Dura          | Facundo Argüello     | 6-1, 6-3          |

#### Finalista (3)
| N.º | Fecha                  | Torneo    | Superficie    | Oponente en la final | Resultado   |
| --- | ---------------------- | --------- | ------------- | -------------------- | ----------- |
| 1.  | 14 de agosto de 2006   | Manta     | Dura          | Thiago Alves         | 2-6 2-6     |
| 2.  | 3 de noviembre de 2008 | Guayaquil | Tierra batida | Sergio Roitman       | 6-7(5) 4-6  |
| 3.  | 10 de mayo de 2010     | Sarasota  | Arcilla       | Kei Nishikori        | 6-2 3-6 4-6 |

### Dobles (12)

#### Títulos
| N.º | Fecha                    | Torneo           | Superficie    | Pareja             | Oponentes en la final               | Resultado      |
| --- | ------------------------ | ---------------- | ------------- | ------------------ | ----------------------------------- | -------------- |
| 1.  | 18 de julio de 2005      | Bogotá           | Tierra batida | Marcelo Melo       | Marcos Daniel Santiago González     | 6-4 6-4        |
| 2.  | 15 de agosto de 2005     | Manta            | Dura          | Marcel Felder      | Marcelo Melo Franco Ferreiro        | 6-3 4-6 6-4    |
| 3.  | 31 de octubre de 2005    | Montevideo       | Tierra batida | Damián Patriarca   | Daniel Koellerer Oliver Marach      | 6-0 6-4        |
| 4.  | 11 de septiembre de 2006 | Belém            | Tierra batida | Cristian Villagrán | Alessandro Da Col Francesco Piccari | 6-1 7-6(5)     |
| 5.  | 22 de enero de 2007      | Santiago         | Tierra batida | Marc López         | Pablo Cuevas Horacio Zeballos       | 6-2 3-6 10-8   |
| 6.  | 11 de junio de 2007      | Bytom            | Tierra batida | Hugo Armando       | Tomasz Bednarek Michal Przysiezny   | 6-4 1-6 10-5   |
| 7.  | 9 de julio de 2007       | Bogotá           | Tierra batida | Santiago González  | Pablo González Leonardo Mayer       | 6-2 6-2        |
| 8.  | 8 de octubre de 2007     | Quito            | Tierra batida | Marcos Daniel      | Hugo Armando Ricardo Mello          | 4-6 7-5 10-7   |
| 9.  | 5 de noviembre de 2007   | Guayaquil        | Tierra batida | Juan Pablo Guzmán  | Bart Beks Michael Quintero          | 7-6(5) 6-3     |
| 10. | 3 de marzo de 2008       | Bogotá           | Tierra batida | Ramón Delgado      | Thomaz Bellucci Bruno Soares        | 7-6(5) 6-4     |
| 11. | 4 de agosto de 2008      | Campos do Jordão | Dura          | Marcel Felder      | Marcio Torres Izak Van der Merwe    | 6-4 7-6(9)     |
| 12. | 23 de julio de 2011      | Manta            | Dura          | Izak Van der Merwe | Marcel Felder Daniel Garza          | 6-1, 6-7, 11-9 |

#### Finalista (10)
| N.º | Fecha                    | Torneo        | Superficie    | Pareja                | Oponentes en la final                | Resultado       |
| --- | ------------------------ | ------------- | ------------- | --------------------- | ------------------------------------ | --------------- |
| 1.  | 28 de junio de 2004      | Montauban     | Tierra batida | Ignacio González King | Marc-Kevin Goellner Alex López Morón | 3-6 7-5 6-7(5)  |
| 2.  | 1 de noviembre de 2004   | Santiago      | Tierra batida | Damián Patriarca      | Enzo Artoni Ignacio González King    | 3-6 0-6         |
| 3.  | 8 de agosto de 2005      | Gramado       | Dura          | Bruno Echagaray       | Goran Dragicevic Mirko Pehar         | 3-6 4-6         |
| 4.  | 15 de enero de 2007      | La Serena     | Tierra batida | Carlos Berlocq        | Marc López Simone Vagnozzi           | 6-3 3-6 1-10    |
| 5.  | 5 de febrero de 2007     | Florianópolis | Tierra batida | Máximo González       | Marcio Carlsson Lucas Engel          | 4-6 6-2 12-14   |
| 6.  | 16 de julio de 2007      | Cuenca        | Tierra batida | Eric Nunez            | Bruno Soares Marcio Torres           | 6-7(6) 6-3 9-11 |
| 7.  | 12 de noviembre de 2007  | Buenos Aires  | Tierra batida | Máximo González       | Marcelo Melo Sebastián Prieto        | 4-6 6-7(7)      |
| 8.  | 31 de diciembre de 2007  | São Paulo     | Dura          | Horacio Zeballos      | Jamie Delgado Bruno Soares           | 1-6 3-6         |
| 9.  | 25 de febrero de 2008    | Santiago      | Tierra batida | Jean-Julien Rojer     | Mariano Hood Eduardo Schwank         | 3-6 3-6         |
| 10. | 15 de septiembre de 2008 | Cali          | Tierra batida | Horacio Zeballos      | Juan Sebastián Cabal Alejandro Falla | 6-7(6) 3-6      |